# Donda (musikalbum)
Donda är Kanye Wests tionde studioalbum och släpptes den 29 augusti 2021 av GOOD Music och Def Jam Recordings. Albumet är döpt efter West:s mor, Donda West.
Albumet skulle ursprungligen ha släppts den 24 juli 2020 men blev försenat flera gånger.[källa behövs] I juli 2021 installerade West en provisorisk inspelningsstudio på Mercedes-Benz Stadium i Atlanta, där lyssningsevent hölls den 22 juli och den 5 augusti. Efter ett tredje lyssningsevent på Soldier Field i Chicago den 27 augusti släpptes albumet den 29 augusti.

## Bakgrund och marknadsföring
Filmkonstnären Arthur Jafa avslöjade projektet i förtid i ett samtal med modedesignern Michèle Lamy under en Instagram Live-stream den 25 maj 2020. Jafa indikerade att han arbetade med videomaterial tillsammans med West för en singel från ett "kommande album" med titeln God's Country. Efter tillkännagivandet av ett samarbete mellan Wests modeföretag Yeezy och klädbutikskedjan Gap, lanserade West kampanjen #WestDayEver på Twitter den 26 juni 2020. Detta för att tillkännage olika projekt under hela dagen. Ett av projekten som tillkännagavs var en musikvideo för "Wash Us In the Blood", regisserad av Jafa, som sedan släpptes den 30 juni 2020. Där avslöjade West även att låten var en del av ett kommande album, vid den tiden fortfarande med titeln God's Country. Den 13 juli samma år delade West en snutt av en låt från albumet på Twitter, med titeln "Donda", som innehöll en talad introduktion av hans avlidna mamma och åtföljdes av en kort video med diverse klipp av West och andra personer.
West meddelade den 18 juli 2020 att titeln  ändrats till Donda för att hedra hans avlidna mor, Donda West. Tre dagar senare uppgav han att albumet skulle åtföljas av en film. West meddelade att skivan skulle släppas den 24 juli, vilket emellertid inte skedde. 
Den 25 juli 2020 twittrade West en bild av skivomslaget som så småningom skrotades. Den ersattes av en anpassning av en röd Louise Bourgeois-teckning från hennes serie Les têtes bleues et les femmes rouges. West släppte en 39-sekunders snutt av ett spår med titeln "Believe What I Say" på sitt Twitter-konto den 26 september. 
Låten "Nah Nah Nah" – som West kallade sin presidentkampanjslåt – släpptes den 16 oktober. Kort därpå, den 13 november, släpptes även en remix av "Nah Nah Nah" med rapparna DaBaby och 2 Chainz. Det märktes tydligt att alla verserna var censurerade, förmodligen på grund av Wests uttalade motvilja mot svordomar sedan han återfått ett starkare förhållande till kristendomen. Både originallåten och dess remix innehåller olika referenser till hans presidentkampanj. Den 23 november uttryckte rapparen Consequence entusiasm för albumet och beskrev det som "fire".
Den 7 mars 2021 uppgav Cyhi the Prynce i en intervju med VladTV att West återigen börjat arbeta med albumet mitt i sin skilsmässa med Kim Kardashian. Dessutom lade Consequence den 17 juli upp en video av West i studion med Tyler, the Creator på Instagram. Två dagar senare, den 19 juli 2021, meddelade den amerikanska rapparen och Wests vän, Pusha T på Instagram att West skulle hålla ett lyssningsevent för albumet den 22 juli på Mercedes-Benz Stadium i Atlanta. Beats Electronics hade då premiär för en reklam under match sex i NBA-finalen 2021 med atleten Sha'Carri Richardson, redigerad och med musik av West med spåret "No Child Left Behind". Den franska producenten Gesaffelstein uppgav senare att han hade producerat låten, där Cory Henry spelade orgel. Direkt efter reklamens debut bekräftade Def Jam Recordings albumets utgivningsdatum den 23 juli och avslöjade att eventet i Atlanta skulle liveströmmas globalt på Apple Music. Albumet förblev dock outgivet vid det tillfället.
Wests representanter hade bekräftat ett utgivningsdatum den 6 augusti, Det tillkännagavs senare att albumet skulle släppas den 6 augusti 2021 av en Beats by Dre-reklam och på Wests Apple Music liveströmning. Dagen innan utgivningsdatumet, den 5 augusti, lanserades en förbeställning av albumet på iTunes, där det avslöjades att det innehöll 24 låtar. Där angavs utgivningsdatumet till den 7 augusti 2021, vilket senare ändrades till 13 augusti 2021. Apple Music angav att utgivningsdatumet skulle vara den 15 augusti, vilket senare ändrades till den 20 augusti. 
Den 25 augusti tillkännagav West "Donda Stem Player", en fristående ljudremixenhet och musikströmningsplattform som skulle tillåta användare att remixa albumets låtar. Spelaren producerades i samarbete med Kano Tech.
Under albumets lyssningseventet deltog en rad gästartister inklusive Syleena Johnson, Pusha T, The World Famous Tony Williams, Don Toliver, Lil Baby, The Weeknd, Rooga, Baby Keem, Travis Scott, Lil Yachty, Playboi Carti, Lil Durk, Vory, Fivio Foreign, Kid Cudi, Young Thug, 070 Shake, Chris Brown, Roddy Ricch, Conway the Machine, KayCyy Pluto, Westside Gunn, Jadakiss, Jay Electronica, Sheek Louch, Styles P, Pop Smoke, Francis and the Lights, DaBaby, Marilyn Manson, Jay-Z och Sunday Service Choir.
"Jail, Pt. 2" fanns inte med bland låtarna i albumets ursprungliga form utan togs med endast i Spotify-versionen av albumet. Detta som ett otillgängligt spår på grund av att DaBabys manager inte hade godkänt versen vid tidpunkten för utgivningen. Fem timmar efter albumets officiella release uttryckte West på Instagram att "Universal släppte Donda utan hans godkännande och att de blockerade 'Jail pt 2' från att vara med på albumet". "Jail, Pt. 2" är nu tillgänglig.

## Inspelning och evenemang

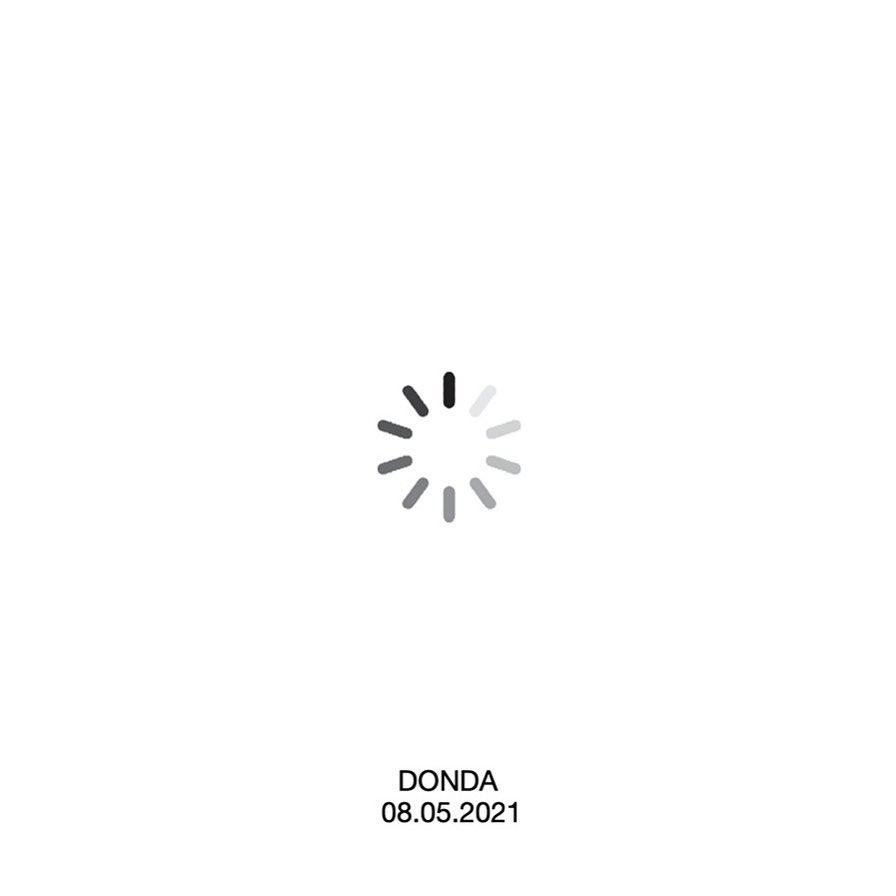
Inbjudan till evenemanget "Kanye West Presents: The Donda Album Release" på Mercedes-Benz Stadium

I mars 2020 spelade West in ny musik i Cabo San Lucas, Mexiko, innan han återvände till Wyoming med sin familj på grund av Covid-19-pandemin. Samma månad uppgav Pusha T i en Discord-intervju att han nyligen spelat in med West. Pusha T planerade att träffa West den 16 mars 2020 för att avsluta ett projekt, men anförde "flyg som saktar ner" på grund av Covid-resebegränsningar som orsaken till en försening.

### Lyssningsevent
Den 19 juli 2021 tillkännagavs det att West skulle hålla ett lyssningsevent för albumet, med titeln "Kanye West Presents: A Donda Listening Event", på Mercedes-Benz Stadium den 22 juli 2021. Efter eventet bodde West tillfälligtvis i ett av arenans omklädningsrum som han omvandlat till en inspelningsstudio för att avsluta inspelningen och mixa med Mike Dean. Videor och foton som publicerades på sociala medier visade också artisterna Playboi Carti och 2 Chainz som spelade in låtar i omklädningsrummet  dagen före lyssningseventet. Jay-Z ska också ha spelat in sin vers bara fyra timmar före eventet.
Ett andra event för albumet på Mercedes-Benz Stadium, med titeln "Kanye West Presents: The Donda Album Release", ägde rum den 5 augusti 2021.
Den 18 augusti 2021 tillkännagav West ett tredje lyssningsevent för albumet som planerades till 26 augusti 2021 på Soldier Field i Chicago, med titeln "Kanye West Presents: The Donda Album Experience". Det tillkännagavs därefter av Wests chef att albumet skulle släppas dagen efter eventet den 27 augusti. Föreställningen innehöll en kopia av West barndomshem, samt framträdanden av bland annat Marilyn Manson, Don Toliver, Shenseea, Travis Scott och DaBaby.

## Mottagande
Rhian Daly från NME tyckte att även om Donda "definitivt inte är ett hastverk", så kunde albumet ha förbättrats genom att "West lägger lite mindre tid på det och lär sig när det är dags att släppa saker".
Ed Power recenserade albumet för The Daily Telegraph och sa att det "sammanfattar honom perfekt: egodriven, briljant och fullständigt utmattande". Han gav albumet 3/5 stjärnor och skrev: "Den må vara full av ljud och raseri – men Wests senaste saknar i slutändan riktning".
Jonny Coleman gav albumet en negativ recension i The Hollywood Reporter. Han skrev att "det är svårt att föreställa sig vad den här skivan ska vara ett soundtrack till. Det är inte en partyskiva. Den bjuder inte in till introspektion. Den är inte spirituell, utöver de bokstavliga referenserna. Det är inte riktigt en radioskiva". Coleman skrev också att skivan är "lätt att glömma", saknade sammanhållen tematik och gjorde att West framstod som självgod. Roisin O'Connor gav noll stjärnor i en recension för The Independent och kallade Marilyn Mansons och DaBabys gästspel som "omöjliga att glömma - eller förlåta"; Manson för flera anklagelser om sexuella övergrepp och DaBaby för hans kontroversiella kommentarer om hiv-smittade personer. O'Connor kallade specifikt Mansons medverkan för "oförlåtlig" och att skivan lämnade "en dålig smak i munnen, som inga bra beats, gospelkörer eller kyrkoorglar kan få bort".

## Låtlista
| Nr | Titel                  | Gästartister                                                                  |
| -- | ---------------------- | ----------------------------------------------------------------------------- |
| 1  | "Donda Chant"          | Syleena Johnson                                                               |
| 2  | "Jail"                 | Jay-Z Francis and the Lights Sunday Service Choir Dem Jointz                  |
| 3  | "God Breathed"         | Vory                                                                          |
| 4  | "Off The Grid"         | Playboi Carti Fivio Foreign                                                   |
| 5  | "Hurricane"            | Lil Baby the Weeknd KayCyy Pluto                                              |
| 6  | "Praise God"           | Donda West Baby Keem Travis Scott                                             |
| 7  | "Jonah"                | Lil Durk Vory                                                                 |
| 8  | "Ok Ok"                | Lil Yachty Rooga Fivio Foreign                                                |
| 9  | "Junya"                | Playboi Carti                                                                 |
| 10 | "Believe What I Say"   | Buju Banton Stalone Dem Jointz                                                |
| 11 | "24"                   | Sunday Service Choir KayCyy Pluto                                             |
| 12 | "Remote Control"       | Young Thug                                                                    |
| 13 | "Moon"                 | Don Toliver Kid Cudi                                                          |
| 14 | "Heaven and Hell"      |                                                                               |
| 15 | "Donda"                | Tony Williams Donda West Sunday Service Choir MUSYCA Children's Choir Stalone |
| 16 | "Keep My Spirit Alive" | Conway the Machine Westside Gunn KayCyy Pluto Royce da 5'9"                   |
| 17 | "Jesus Lord"           | Jay Electronica Larry Hoover, Jr                                              |
| 18 | "New Again"            | Chris Brown Sunday Service Choir                                              |
| 19 | "Tell The Vision"      | Pop Smoke                                                                     |
| 20 | "Lord I Need You       | Sunday Service Choir                                                          |
| 21 | "Pure Souls"           | Roddy Ricch Shenseea                                                          |
| 22 | "Come to Life"         |                                                                               |
| 23 | "No Child Left Behind" | Vory                                                                          |
| 24 | "Jail pt 2"            | DaBaby Marilyn Manson Sunday Service Choir Dem Jointz                         |
| 25 | "Ok Ok pt 2"           | Rooga Shenseea Fivio Foreign                                                  |
| 26 | "Junya pt 2"           | Playboi Carti Ty Dolla Sign                                                   |
| 27 | "Jesus Lord pt 2"      | Jay Electronica The Lox Larry Hoover, Jr                                      |

### Anteckningar
Samples
- "Believe What I Say" samplar " Doo Wop (That Thing) ", som skriven och framförd av Lauryn Hill för hennes album The Miseducation of Lauryn Hill (1998).
- "Remote Control" tar ett utdrag från 2012 års animerade film Strawinsky and the Mysterious House.